# Mitsubishi Lancer Evolution
Mitsubishi Lancer Evolution, или Mitsubishi Lancer Evo — спортивный вариант Mitsubishi Lancer, производившийся с 1992 по 2015 год. Автомобиль имеет кузов седан (IX поколение выпускалось также с кузовом универсал). Внешне отличается от стандартного Lancer бампером, капотом, антикрылом, расширенными колесными арками. Имеет более мощный турбированный двигатель (до десятого поколения ставился двигатель 4G63, последнее десятое поколение имеет двигатель 4B11T), более жесткий кузов, полный привод, механическую, автоматическую или роботизированную КПП с двумя сцеплениями. Автоматические коробки передач ставились на Evolution седьмого поколения в версии GT-A и Evolution девятого поколения в кузове "универсал', роботизированная КПП с двумя сцеплениями TC-SST ставилась на Evolution последнего поколения.
Cуществует 10 поколений Mitsubishi Lancer Evolution.

## Первое поколение
Первый Lancer Evolution был построен специально для Чемпионата мира по ралли. Автомобиль имел рядный четырёхцилиндровый двухлитровый двигатель 4G63 с турбонаддувом и полноприводную трансмиссию от Galant VR-4. Двигатель Mitsubishi 4G63 выдаёт 250 л. с. (182 кВт) при 6000 об/мин. Автомобиль оснащался спортивным рулём Momo и анатомическими сидениями с развитой боковой поддержкой. В период между 1992 и 1993 годами были проданы  5 000 автомобилей первого поколения Evolution . Максимальная скорость составляет 228 км/час (142 миль/ч).

## Второе поколение
Lancer Evolution  был обновлен в январе 1993 и производился в этом кузове (Evolution II) до августа 1995 года. Изменения в основном заключались в улучшении управляемости: незначительные изменения колесной базы, облегченный передний стабилизатор поперечной устойчивости, ширина шин увеличилась на 10 мм. Для улучшения аэродинамики был добавлен увеличенный задний спойлер. Был установлен топливный бак объемом 50 л. Мощность двигателя была увеличена до 260 л. с. (188 кВт), при неизменном крутящем моменте(315 Н*м) для GSR версии и для RS версии.

## Третье поколение
В январе 1995 года был выпущен ещё один представитель этой серии — Mitsubishi Lancer Evolution III. Хотя Evolution III выполнен в том же кузове, что и первые два поколения, он имеет больше визуальных отличий от первой версии Evolution, чем предшественник. Работа над улучшением аэродинамики была продолжена. Был усовершенствован передний бампер, на нём появились воздуховоды к передним тормозам и к МКПП, были добавлены аэродинамические накладки на пороги, в очередной раз увеличили заднее антикрыло, что позволило улучшить управляемость автомобиля на больших скоростях, увеличив прижимную силу. В интерьере Lancer Evolution III не произошло значительных изменений, была незначительно модифицирована рукоятка переключения передач, руль Momo и сиденья Recaro. Третье поколение изменилось не только визуально. В результате конфигурирования головки поршня, степень сжатия в цилиндрах увеличилась до 10:1. До двух увеличилось  количество форсунок системы водяного орошения интеркулера. Также понизилось противодавление в выхлопной системе и на 8 мм увеличилось сечение выхода турбокомпрессора. В результате мощность двигателя возросла до 270 л. с. при 6250 об/мин. Для разгона до 100 км/ч требовалось всего 4.9 секунды. Все эти улучшения позволили Evolution добиться больших успехов в чемпионате мира по ралли. В 1996 году Томми Мякинен за рулем Evolution III стал чемпионом WRC и обеспечил Mitsubishi второе место в Кубке Конструкторов. Всего было выпущено 7000 экземпляров Lancer Evo III.
Lancer Evolution III выпускался в двух комплектациях. Комплектация RS отличалась упрощенным салоном и сниженным до 1190 кг весом. В комплектации GSR имела более «гражданский салон», и за счет этого вес автомобиля в этой комплектации составлял 1260 кг. С завода на Lancer Evolution III устанавливались фронтальный интеркулер, масляный радиатор, передняя верхняя распорка, система водяного орошения интеркулера, спортивные сиденья и руль.

## Четвертое поколение
В 1996 году была полностью изменена платформа Lancer, а вместе с ней и Evolution. Двигатель и трансмиссия были повернуты на 180° для лучшего баланса и ликвидации влияния крутящего момента на управляемость. Существовали две версии — RS и GSR. Версия RS была выпущена в виде конкурсный автомобиль с самоблокирующимся передним дифференциалом и задним дифференциалом повышенного трения. В версии GSR впервые была применена система активного заднего дифференциала AYC, который существенно повысил управляемость автомобиля на высоких скоростях и в экстремальных режимах. Теперь было возможным переносить больше крутящего момента на более загруженное заднее колесо, в связи с чем его было очень сложно пустить в занос. Также были добавлены сидения Recaro и возможность выбора между легкими гоночными колесами OZ размером 15 или 16. В GSR и RS были новые двухканальные турбокомпрессоры, которые помогли увеличить мощность до 276 л. с. (206 кВт) при 6500 об/мин и крутящий момент до 330 Н·м при 4000 об/мин. Среди изменений экстерьера Evolution IV выделяются две большие противотуманные фары на переднем бампере (опционально в версии RS) и новый дизайн задних габаритных огней. Новое поколение стало немного тяжелее, чем предыдущие Evolution — GSR, в частности, в связи с дополнительными техническими системами (AYC, см.выше).

## Пятое поколение
В 1998 году WRC создали новый класс «World Rally Car», и, хотя эти машины по-прежнему должны соблюдать стандарты группы A, но не должны проходить омологацию. Mitsubishi переработали Evolution IV с учётом этого и выпустили Evolution V в январе 1998 года.
Многие аспекты автомобиля были изменены, такие как:
- Интерьер GSR-версии был обновлен, были установлены спортивные сиденья — Recaro.
- Были обновлены передние и задние колесные арки, новое алюминиевое антикрыло заменило версию IV FRP и теперь имело регулируемый угол атаки, позволяя изменять заднюю прижимную силу.
- Колея была расширена на 10 мм, вылет колесных дисков был изменен с ET45 на ET38,  вместе с этим возрос диаметр колес с 16" до 17" для размещения больших тормозов Brembo, которые были добавлены для улучшения эффективности торможения.
- Был увеличен диаметр главного тормозного цилиндра на 0,3 мм.
- Двигатель был усилен в нескольких аспектах, а также была увеличена степень сжатия. Поршни были облегчены с уменьшением боковых юбок. Производительность форсунок инжектора с 510 см³/мин была увеличена до 560 см³/мин.  Для улучшения надежности двигателя была увеличена мощность ЭБУ, который теперь имел флэш-память, что позволило повысить давление наддува с тем же турбокомпрессором типа TD05, который применялся на Mitsubishi Lancer Evolution III и IV.

Кроме того, был снова улучшен турбокомпрессор. Крутящий момент был увеличен до 373 Н·м при 3000 об/мин. Мощность официально осталась на прежнем уровне, 280 л. с. (206 кВт 276 л. с.), хотя некоторые утверждают, что мощность стала несколько выше.

## Шестое поколение
Изменения Evolution VI в основном коснулись системы охлаждения и повышения надежности двигателя. Он получил большой интеркулер, большой масляный радиатор, новые поршни, впервые применялись титано-алюминиевыми турбокомпрессоры для модели RS. Кроме того, Evolution VI вновь получил новый кузов, изменения были заметны по переднему бамперу, на котором огромные противотуманные фары были уменьшены и смещены к углам для улучшения воздушного потока. Была добавлена новая модель к линейке GSR и RS, известная как RS2, которая являлась той же RS, но с несколькими опциями GSR. Другая ограниченная версия RS была известна как RS Sprint, тюнингованный RS от Ralliart, была легче и мощнее (330 л. с. (246 кВт)).
Ещё одна специальная версия Evolution VI была выпущена в 1999 году: Tommi Mäkinen Edition, названная в честь финского раллийного гонщика Томми Мякинена, который выиграл на Mitsubishi четыре гоночных чемпионата WRC. Отличалась измененным передним бампером, красными/чёрными сиденьями Recaro (с логотипом  "Томми Мякинен"), 17 дюймовыми белыми дисками Enkei, обшитым кожей рулем и кулисой фирмы Momo, титановой крыльчаткой турбины, передними улучшенными стойками, меньшим клиренсом, и с более "короткой" рулевой рейкой. Предлагались дополнительные цвета: красный (только "Томми Мякинен"), белый, синий, чёрный или серебристый со специальными декалями (репликацией цветовой схемы раллийного автомобиля Томми Мякинена). Эта машина также иногда упоминается как Evolution 6½, Evolution 6.5, или для краткости TME.

## Седьмое поколение
В 2001 году по запросу FIA Mitsubishi была вынуждена создать автомобиль используя правила WRC, а не правила класса группы A, и поэтому не должна была проходить омологацию. Автомобиль  был создан на платформе Mitsubishi Lancer Cedia, выпускался как для внутреннего японского, так и для экспортных рынков. В результате он оказался тяжелее Evolution VI, однако Mitsubishi провела настройку шасси для устранения этого недостатка. Самым большим изменением стало добавление активного межосевого дифференциала и более эффективного заднего дифференциала повышенного трения, также был добавлен передний винтовой дифференциал повышенного трения. Крутящий момент был увеличен до 385 Н·м (284 фунто•фут) в результате  изменений двигателя 4G63, которые привели к большему массовому расходу воздуха, мощность официально осталась на уровне 276 л. с. (206 кВт).
В Evolution VII также была добавлена автоматическая трансмиссия в модельном ряде — GT-A. Рассматриваемая версия «Grand Touring Automatic» визуальна похожа на GSR, производилась только в 2002 году и имела следующие отличительные черты: 17-дюймовые (430 мм) легкосплавные диски с "алмазным" рисунком, линзы заднего света и фары стиля всё-в-одном (позже использованы в Evolution VIII). В GT-A была опция без антикрыла, с коротким антикрылом(которое позже был использовано в версии Evolution VIII 260) или с антикрылом Thunder, которое используется в стандартной модели Evolution VII. Наиболее отличительной чертой был капот без воздушной решетки. Капот был разработан для обеспечения меньшего сопротивления воздуха (улучшения аэродинамики).
Интерьер может быть укомплектован заводской опцией велюрового делюкс-интерьера, полностью покрытого кожей, или спортивными сиденьями Recaro. Интерьер GT-A отличался тем, что имел хромированные дверные ручки, различные хромированные детали интерьера (ручка переключения передач) и хромированное обрамление ободков спидометра и тахометра. GT-A также имеет дополнительно установленную шумоизоляцию, доработанный выпускной коллектор двигателя и "даунпайп' (часть выхлопной системы, идущая от выпускного коллектора или турбины до каталитического нейтрализатора) с целью сделать машину тише.
5-ступенчатая АКПП Mitsubishi должна была адаптировать время переключения передач и скорость реакции на "кик-даун" (резкое нажатие педали газа, заставляющее коробку передач переключать на одну или несколько передач вниз для более быстрого ускорения). Коробка передач может быть переведена в ручной режим, как и большинство типтроников, через кнопки «+ и —» на руле (пара с обеих сторон) или через выбор на  селекторе переключения передач. Мощность двигателя была немного уменьшена по сравнению с "стандартными" автомобилями до 264 л. с. (194 кВт). АКПП с GT-A не появилась в следующем, восьмом поколении, но была установлена в версию Evolution IX в кузове "универсал". АКПП позднее  была заменена преселективной трансмиссией Twin Clutch SST в десятом поколении Lancer Evolution.

## Восьмое поколение
Lancer Evolution вновь изменился в 2003 году, на этот раз были добавлены 17 дюймовые серые колеса Enkei, тормоза Brembo и амортизаторы Bilstein для лучшей управляемости. Мощность двигателя в паре с 5-ступенчатой механической коробкой передач составляла 280 л. с. (206 кВт). В 2005 году автомобиль был доступен в четырёх вариантах: стандартная модель GSR в Японии, RS со стальной крышей, 5-ступенчатой коробкой передач, и стандартными колесами (с отсутствием дополнительных компонентов, таких как дополнительное освещение салона, электростеклоподъемников и аудиосистемы), SSL (с люком на крыше, багажником с сабвуфером, и кожаными сиденьями), и MR — с доработанным передним дифференциалом повышенного трения, алюминиевой ручкой коробки передач, ручным тормозом с рукояткой из углеродного волокна, 17-дюймовыми колесными дисками BBS, алюминиевой крышей, и 6-ступенчатой механической коробкой передач. Новый Evolution также имел хромированные корпуса задних фонарей и фар.
Lancer Evolution VIII MR использует амортизаторы Bilstein для улучшенного управления. Алюминиевая крыша и другие элементы снижали массу, понижали центр тяжести для уменьшения крена. Были также внесены детальные улучшения, такие как собственная электронная система распределения крутящего момента, контроль тяги ACD 5 + Super AYC 6, и спортивная система АБС. Lancer Evolution VIII был показан в 2003 на Токийском автосалоне в комплектации MR, что традиционно для высокопроизводительных моделей Mitsubishi Motors (впервые было использовано для Galant GTO).  В Великобритании было представлено множество специальных вариантов Evolution, в том числе FQ300, FQ320, FQ340, FQ400 и другие. Они имели 305, 325, 345 и 405 л. с. (227, 239, 254 и 298 кВт), соответственно. Хотя Mitsubishi не подтвердили факт, но широко ходят слухи, что «FQ» означает «Fucking Quick» (рус. Чертовски быстрые).
Lancer Evolution VIII был первым Evolution который начали продавать в США, по причине успеха Subaru Impreza WRX, которая была выпущена на три года раньше. Все модели RS и GSR 2003-го, 2004-го и 2005 года имеют 5-ступенчатую коробку передач с японской модели  Evolution VII. MR Edition была представлена в США в 2005 году, с ACD и 6-ступенчатой МКПП. Ускорение, тайминг, и тюнинг также значительно ниже, чем в японской модели, что позволяет придерживаться строгих правил Соединенных Штатов. Начиная с 2005 года, американские модели Evolution VIII, также были оснащены ограничением в 5000 об./мин на включение первой передачи для защиты трансмиссии.
У большинства Evolution VIII было заднее антикрыло из углеволокна с соответствующими цвету машины торцевыми опорами. Кроме того, у американских версий Lancer Evolution VIII 2003—2005 имелись большие задние бамперы чем у японских автомобилей, чтобы соответствовать американским правилам безопасности. Все Evo имели легкие алюминиевые передние крылья и капоты. В MR и RS версиях была алюминиевая крыша. Также MR версии оснащались 6-ступенчатой механической коробкой передач, стойками марки Bilstein и опционально колесными дисками марки BBS.
Базовая RS версия не комплектовалась электростеклоподъемниками, электрозамками, электрозеркалами, аудиосистемой, антикрылом, навигатором и системой ABS. Все автомобили  RS комплектации продавались в США с кондиционером. Электростеклоподъёмники, замки и аудио систему можно было получить дополнительно в комплектации Urban.

## Девятое поколение
Mitsubishi Lancer Evolution IX поступил в продажу в Японии 3 марта 2005, в тот же день он был продемонстрирован широкой аудитории на Женевском автосалоне. Американцы увидели этот автомобиль на Нью-Йоркском международном автосалоне в апреле. Двухлитровый двигатель 4G63 имел технологию MIVEC и доработанную турбину, в результате модернизации мощность двигателя возросла до 291 л.с. и 392 H•м крутящего момента.
Lancer Evolution IX имел следующие комплектации: стандартная (Grand Sport Rally или «GSR»), RS (Rally Sport), SE (Special Edition) и MR (Mitsubishi Racing). По результатам динамометрических испытаний, каждая из четырёх комплектаций имела несколько различающиеся результаты, а именно: ускорение, управляемость, максимальная скорость. RS версия была лишена дополнительных опций, SE и MR версии имели их (акустическая система, электрические стеклоподъемники и центральный замок, задний стеклоочиститель, антикрыло, отделка салона и шумоизоляция). И тем не менее машина получилась на 60 кг легче предшественницы.
Несмотря на то, что модификация RS и была самой легкой, она не превосходила стандартный Evolution IX и модификацию MR на треке (едва десятые доли секунды). Это было связано с отсутствием у модификации RS антикрыла. В дрэг-гонке все модификации примерно одинаково быстры. Комплектация RS была создана для ралли и раллийные команды часто использовали её для гонок. Салон автомобиля в комплектации RS был весьма спартанским, лишенным большинства удобств, что, с одной стороны, позволило держать цену на разумном уровне, а с другой — обеспечить хороший уровень продаж автомобиля гоночным командам.
Evolution IX в комплектации MR сохранил особенности MR предыдущего поколения, к примеру амортизаторы Bilstein, 6-ступенчатую трансмиссию, воздухозаборник на крыше, кованые диски BBS, ксеноновые фары HID, противотуманные фары, вспомогательные  приборы, переднюю верхнюю распорку, специальные шильдики и алюминиевую крышу. Все модели комплектовались спортивными креслами Recaro, тормозами марки Brembo и рулевым колесом Momo. Дополнительные изменения 2005 года включали сближенные передаточные числа для 5-ступенчатой механической коробки передач, новые и более легкие колеса Enkei на других комплектациях, переработанные передний  бампер с более эффективным воздухозаборником (самыми заметными являются два небольших овальных отверстий для охлаждения интеркулера ), и новый задний бампер с нижним диффузором для сглаживания потока воздуха от машины для не-американских моделей. В целях сокращения роста цен на модель Evolution IX ксеноновые фары HID являлись опцией (они были стандартными на 2005 Evolution VIII), и были доступными только в комплектации SSL ("Sun, Sound, Leather—Солнце, звук и кожа"), SE (Специальной версии) и MR.
Три версии были доступны для Европы,Азии и Японии. Хотя во всех моделях стоял один и тот же двигатель мощностью 291 лошадиной силы, крутящий момент в каждой версии был разным. В Европе, однако, Evolution IX имел двигатель мощностью 280 л. с. У GSR версии крутящий момент был равен 400 H•м, а у RS и GT версий был равен 407 H•м.
- RS — версия «Rally Sport», использовалась 5-ступенчатая коробка передач, алюминиевая крыша, пакет дополнительных приборов, простой интерьер, ЖК-монитор, титано-магниевая турбина и была опция с правым рулём.
- GT — также использовала 5-ступенчатую механическую коробку передач, комплектация похожа на RS, но с некоторыми особенностями GSR-версии (в основном касается интерьера).
- GSR — 6-ступенчатая коробка передач, однотрубные амортизаторы Bilstein, алюминиевая крыша, пакет дополнительных приборов, SAYC (Активная Система Курсовой Устойчивости).

В Англии Evolution IX был представлен различными моделями, отличающимися по мощности. Сначала было представлено три модели: FQ-300, FQ-320 и FQ-340 с мощностью около 300, 320 и 340 лошадиных сил соответственно. Модель FQ-360 была выпущена в качестве преемника модели Evolution VIII FQ-400. Хотя FQ-360 производила мощности меньше, чем её предшественник, у неё был больший крутящий момент равный 363 Hм на 3200 об/мин. Все модели работали только на бензине с октановым числом не менее 98. Модель MR FQ-360 была продана в ограниченном количестве (200 штук) в последний год выпуска Evolution IX.
- FQ-300, 320, 340 — 6-ступенчатая МКПП, однотрубные амортизаторы Bilstein, AYC (Активная Курсовая Устойчивость), бензин АИ-98.
- FQ-360 — 6-ступенчатая МКПП, однотрубные амортизаторы Bilstein, AYC (Активная Курсовая Устойчивость), набор дополнительных приборов Ralliart, передний углеволоконный сплиттер, легкосплавные диски Speedline, бензин АИ-98.
- MR FQ-360 — Новый турбокомпрессор с титановым ротором, колесные диски Speedline Turini, поликарбонатная защита стекол, заниженные пружины Eibach (10 мм спереди/5 мм сзади), интерьер MR, бензин АИ-98.

Также четыре модели были доступны в США. Все модели используют одинаковый  двигатель  мощностью 286 л.с. (213 кВт).
- Standard - изменённая 5-ступенчатая МКПП, стандартная модель
- RS — Rally Sport, изменённая 5-ступенчатая МКПП, алюминиевая крыша, пакет датчиков, минималистичный интерьер, без аудиосистемы.
- SE — Special Edition, алюминиевая крыша, капот и передние крылья, кованые алюминиевые диски BBS с семью спицами и отделкой «чёрный бриллиант», HID-фары с интегрированными противотуманными фарами, красные сиденья Recaro.
- MR — 6-ступенчатая МКПП, однотрубные амортизаторы Bilstein, кованые алюминиевые колеса BBS с семью спицами, алюминиевая крыша, капот и передние крылья, пакет датчиков, HID фары с интегрированными противотуманными фарами, задние вихревые спойлеры на крыше, а также индивидуальные шильдики  MR.

Все американские модели идентичны по мощности, но могут отличаться по производительности. Единственное, что отличает их, является комплектация RS, которая легче, чем  MR и SE.
К стандартному пакету SSL (Sun, Sound и Leather), добавлен электролюк на крыше, ксеноновые HID-фары с интегрированными противотуманными фарами. Немного отличается головное аудиоустройство (без встроенного усилителя), слегка обновлены динамики в передних дверях и заднем свесе, добавлен 4.1-канальный усилитель под сиденьем водителя, сабвуфер Infinity в багажнике, чёрная кожаная обшивка сидений, отделка дверных панелей, слегка изменены центральные подлокотники в передней и задней части, отделены стороны задних подлокотников. В этой модели удален подочечник, чтобы освободить место для люка на крыше.
На Филиппинах Evolution IX был в продаже до августа 2008. Было предложено два дополнительных цветовых решения, начальный уровень RS предлагает 5-ступенчатую механическую коробку передач, 17-дюймовые дисковые тормоза Brembo (4-Pot), 16-дюймовые вентилируемые тормоза Brembo Drum-in-disc (2-Pot) и почти те же опции и отделку, как в международной версии. Некоторые RS модели имеют опцию SAYC, а некоторые нет. MR был верхним сегментом, который предлагает почти те же самый опции и почти такую же отделку, как в международной версии. Все они основаны на том же двухлитровом турбированном двигателе с системой MIVEC 4G63.

### Evolution IX Wagon
Впервые Lancer Evolution Wagon сошёл с конвейера в сентябре 2005 года. Универсал построен на базе седана Lancer Evolution IX. При этом кузов универсала практически полностью копирует седан, за одним важным исключением: он сделан более прочным и крепким, чем у седана Evolution. Усиление кузова было осуществлено за счет повышения коэффициента жесткости его стоек, а также благодаря общему укреплению структуры. При этом кузов Evolution Wagon весит не слишком много, поскольку в его состав входит значительное число деталей из алюминия. Прочная, близкая к монококовой, структура кузова обеспечивает превосходные ходовые характеристики и отличную управляемость. Интерьер салона универсала, так же, как и его экстерьер, во многом копирует седан Evolution IX. Рулевое колесо сделано известной фирмой Momo, а педали дополнены алюминиевыми накладками. Передние сиденья от Recaro обтянуты натуральной кожей и трикотажем. Ручки открывания дверей в салоне и регуляторы направления воздуха покрыты хромом. Задние сиденья покрыты чехлами из трикотажа и кожзаменителя. Спинки задних кресел можно полностью разложить, что позволяет расширить багажное пространство салона. Однако багажник у универсала Evolution меньше, чем у Lancer Cedia Wagon. Уровень шумности в салоне Mitsubishi Lancer Evolution Wagon значительно ниже, чем у седана Lancer Evolution, благодаря использованию специальных акустических материалов.
В свободной продаже имелось две версии универсала. Тип привода на обеих комплектациях — постоянный полный. Трансмиссия автомобиля имеет систему ACD (активный межосевой дифференциал). На заднюю ось установлен дифференциал повышенного трения, который позволяет достичь максимально эффективного контроля за движением колес на трассе с любым покрытием. Ещё одной отличительной особенностью ходовой части универсала являются амортизаторы Bilstein и тормоза  Brembo.
- GT — включает 6-ступенчатую механическую коробку передач и двигатель 4G63 системой MIVEC DOHC, турбонаддувом и интеркулером. Его максимальная мощность — 280 л. с., максимальный крутящий момент — 391 Н•м.
- GT-A — оборудована 5-ступенчатой АКПП и тем же двигателем. Мощность Mitsubishi Lancer Evolution Wagon в этой комплектации составляет 272 л. с., а максимальный крутящий момент — 343 Н•м.

### Evolution MIEV
Это полноприводный электромобиль,  который служил в качестве «испытательного полигона» для технологии Mitsubishi In-wheel Electric Vehicle (MIEV). Мотор-колеса используют тороидальную конструкцию, чтобы расположить ротор вне статора, в отличие от других электрических двигателей, где ротор вращается внутри статора. Результатом  стало облегчение мотор-колес, и, как следствие уменьшение веса автомобиля, так что вес был сопоставим с бензиновыми версиями Lancer Evolution. Электромобиль участвовал в  Shikoku EV (Electric Vehicle) Rally в 2005 году.

## Десятое поколение
В 2005 году Mitsubishi представила концепт-кар нового поколения Evolution на 39-м Токийском автосалоне и назвала его Concept-X. Дизайн создал Omer Halilhodžić в европейском дизайн-центре компании.
Mitsubishi представила второй концепт-кар, Prototype-X, в 2007 году на Североамериканском международном автосалоне (NAIAS).
Особенности седана Lancer Evolution X это новый двигатель 4B11T объемом 2 л(1997 куб.см) , с турбонаддувом, четырехцилиндровый, рядный, полностью из алюминиевого сплава. Мощность и крутящий момент зависят от рынка, но все модели имеют как минимум 206 кВт (276 л. с.) мощности (японская версия), версия для американского рынка чуть мощнее. Двигатели для Великобритании были переработаны Mitsubishi UK, в соответствии с предыдущими поколениями Evolution «FQ» с двигателями 4G63. Мощность моделей для британского рынка от 300 до 400 л. с.
В США предлагались Lancer Evolution в версиях MR и GSR. Первая — с роботизированной 6-скоростной трансмиссией  Twin Clutch Sportronic Shift Transmission (TC-SST). Вторая — GSR, которая имеет 5-ступенчатую механическую трансмиссию. Автомобиль также имел новую систему постоянного полного привода, названную S-AWC (Super All Wheel Control), усовершенствованную версию системы Mitsubishi AWC, использовавшихся в предыдущих поколениях. S-AWC использует технологию управления крутящим моментом, чтобы передать различный момент на нужное колесо в любое время.
Десятое поколение  имеет новую преселективную полуавтоматическую 6-скоростную трансмиссию с двумя многодисковыми сцеплениями Twin Clutch SST с переключением подрулевыми лепестками из магниевого сплава. Она заменила собой автоматическую трансмиссией Tiptronic, таким образом SST-версия заменила версию GT-A (которая использовалась в Evolution VII и Evolution IX Wagon). 5-ступенчатая МКПП также была доступна. Mitsubishi утверждает, что 5-скоростная МКПП всегда была предпочтительнее для раллийных моделей и будет сильно модифицирована, результатом чего станет более удовлетворительное вождение. Новый Lancer Evolution включает в себя следующее поколение системы безопасности Mitsubishi RISE.
Evolution X поступил в продажу первого октября 2007 в Японии, в январе 2008 года в США, в феврале в Канаде (как первая версия Evolution в Канаде) и в марте 2008 в Великобритании. Версия The Twin Clutch SST была доступна в Японии с ноября 2008. В Европе продажи начались в мае, в версии GSR и MR, также был доступен премиальный пакет.
Представленная в 2010 модель MR-Touring была ещё более высококлассной. Кожаный салон и люк на крыше стали стандартными, заднее антикрыло заменено спойлером.

### Японские модели
Используется двигатель 4B11- новый рядный четырёхцилиндровый турбированный мотор объёмом 2.0 литра. Evo Х разгоняется до 100 км/ч за 4.7(4.6) секунды. Крыша, передние крылья и опоры антикрыла сделаны из алюминия. Первые модели имели двигатель мощность 280  л.с. при 6500 об/мин и крутящий момент 422 Н/м при 3500 об/мин. В 2009 м году, в связи с отменой соглашения «О 276 лошадиных силах», мощность двигателя была повышена до 296 л. с. при 6500 об/мин.
Комплектации:
- RS — 5-ступенчатая МКПП, 16-дюймовые колесные диски.
- GSR — имеется заднее антикрыло. На выбор предлагалась  5-ступенчатая МКПП коробка передач или 6-ступенчатая трансмиссия SST с двумя сцеплениями. Установлены шины 245/40R18 «Yokohama ADVAN» A13C на 12-лучевых дисках «Enkei» из сверхпрочного сплава, или опционално на легкосплавных дисках «BBS». Вентилируемые дисковые тормоза Brembo. Автомобиль имеет систему постоянного полного привода «S-AWC», водительские и пассажирские двухфазные подушки безопасности. Стандартно установлен иммобилайзер двигателя с сигнализацией. Опционально доступны коммуникационная Система Mitsubishi (MMCS), состоящая из аудио/навигационной системы с жестким диском на 30 Гб и жидкокристаллическим дисплеем с диагональю 180 мм, аудиосистема премиум-класса Rockford Fosgate, доступ без ключа.

GSR может быть дополнительно оснащен следующими пакетами:
- - High Performance Package — амортизаторы «Bilstein», пружины «Eibach», составные тормозные диски «Brembo»,  шины Run Flat .
  - Stylish Exterior Package — хромированная решетка радиатора и боковые молдинги, воздухозаборники на крыльях в цвет кузова, дополнительные противотуманные фары.
  - Leather Combination Interior — сиденья в цвет кузова.
  - Premium Package — все вышеперечисленное, плюс 18-дюймовые легкосплавные диски «BBS».
- GSR-Premium — замена «Premium Package» пришедшая в 2009 году, но с включением «MMCS» и аудиосистемы Rockford Fosgate.
- GSR  RALLIART —  эта ограниченная серия Evolutuon Х создана эксклюзивно фирмой «Mitsubishi Ralliart Japan» и оснащается 5-ступенчатой МКПП, коваными 18-дюймовыми дисками «Ralliart RA04» из чёрного алюминия, обутыми в шины «Yokohama ADVAN Neova AD08». Аэродинамический обвес включает в себя новый передний сплиттер из карбона, воздухозаборники на капоте и переднем бампере. Впускная и выпускная система двигателя были максимально доработаны. В салоне установлены гоночные анатомические ковшеобразные сиденья, разработанные совместно с «Recaro». Официальная комплектация «Ralliart» включала аудиосистему Rockford Fostgate и MMCS. Двигатель 4B11T был серьёзно модифицирован и имел максимальную мощность свыше 300 л.с.

### Северо-американские модели
Двигатели автомобилей развивают 217 кВт (291 л. с.) при 6500 об/мин и 407 Н·м при 4400 об/мин.
Комплектации:
- GSR — повторяет японскую GSR, но с увеличенным антикрылом (доступна только с 5-ступенчатой МКПП)
- MR — имеет 6-ступенчатую трансмиссию TC-SST, подвеску с пружинами Eibach и стойками Bilstein, 18-дюймовые кованые легкосплавные колёсные диски BBS,  ксеноновые фары высокой интенсивности (HID), широкое заднее антикрыло, окрашенное в цвет кузова,  кожаные и замшевые сиденья, бесключевую систему отпирания дверей и запуска двигателя, мультируль,  интерфейс Bluetooth с распознаванием голоса.
- MR Premium —повторяет комплектацию MR с навигационной стереосистемой Rockford Fosgate с 9 динамиками.[21]
- MR Touring — (представлена в 2010) Основные отличия от MR: накладка вместо антикрыла, полностью кожаные сиденья с подогревом, улучшенная внутренняя отделка и прозрачный люк на крыше с электроприводом.

Пакеты на выбор:
- SSL (Sun, Sound. and Leather, только для GSR)  — ксеноновые фары HID с ручной регулировкой; широкое заднее антикрыло; электронная система отпирания дверей и пусковая система FAST-Key; 650-ваттная аудиосистема Rockford Fosgate; встроенный 6-дисковый CD-чейнджер; спутниковый радиоприемник Sirius Satellite Radio с предоплаченной 6-месячной подпиской.
- SE(MR и MR Touring) : многопользовательская система Mitsubishi MMCS, GPS-навигация с руководством Diamond Lane; 30 Гб жёсткий диск с цифровым музыкальным сервером, встроенный DVD/CD плеер, мультифункциональный 7-дюймовый (180 мм) цветной LCD сенсорный экран, 650(710 для модели 2010 года)ваттная высокопроизводительная аудиосистема Rockford Fosgate, спутниковый радиоприемник Sirius Satellite Radio с предоплаченной 6-месячной подпиской.

### Британские модели
Автомобили для Великобритании сохранили название Evolution X.
- GS — повторяет японскую комплектацию GSR с колёсными дисками Enkei, 5-ступенчатой МКПП, аудиосистемой с CD с поддержкой MP3 и 6 динамиками.
- GSR — повторяет комплектацию GS с премиум аудиосистемой с HDD,  навигацией, радио- и музыкальным сервером MMCS от  Rockford Fosgate, дополнительным разъемом для подключения iPod/MP3.
- GSR SST (для FQ-300, FQ-330) —  с 6-ступенчатой трансмиссией TC-SST с возможностью выбора режима SST (норма, спорт, суперспорт). GSR SST FQ-330 был выпущен в 2009 году.[22]

Варианты:
- FQ-300 — включает двигатель мощностью 300 л. с. (220 кВт) при 6500 об/мин и 407 Н·м (300 фунтов·футов) при 3500 об/мин.
- FQ-330 — включает двигатель мощностью 324 л. с. (242 кВт) при 6500 об/мин и 437 Н·м (322 фунтов·футов) при 3500 об/мин.
- FQ-360 — включает двигатель мощностью 354 л. с. (264 кВт) при 6500 об/мин и 492 Н·м (363 фунтов·футов) при 3500 об/мин, карбоновые передний сплиттер, задние вихревые турбулизаторы, рукоятку рычага переключения передач, рукоятку стояночного тормоза, передние кожаные сиденья Recaro.
- FQ-400 — включает двигатель мощностью 400 л. с. (300 кВт) и крутящим моментом 542 Н·м (400 фунтов·футов). Также включает в себя 5-ступенчатую механическую коробку передач, 6-поршневые тормозные суппорты, модернизированные тормоза и 18-дюймовые колёсные диски, обутые в шины Toyo Proxes R1R, новый аэродинамический пакет, включающий дополнительные воздухозаборники, воздуховоды, удлинённые воздухоприёмник на капоте и воздуховоды. Предполагалось изготовить около 100 автомобилей.[23] Автомобиль имеет разгон до 100 км/ч за 3,8 с (расч.) максимальную скорость 250 км/ч (ограничена электроникой). Автомобиль использует систему управления полным приводом (S-AWC), которая оптимально распределяет мощность на каждое колесо. В зависимости от условий, водитель может с помощью кнопки на руле выбрать наиболее подходящую настройку системы S-AWC из трёх возможных — «Асфальт», «Гравий» и «Снег», — отображаемых на центральной панели приборов. 
 Стандартное оборудование флагманских моделей Lancer Evolution X одинаково, оно включает в себя  Bluetooth Hands-free, аудиосистему с CD-тюнером с 30 Гб жёстким диском, DVD и спутниковым навигатором, поликарбонатную защиту стёкол, дистанционный центральный замок, автоматические фары и стеклоочистители. Стоимость автомобиля составляла £49,999.[24]

### Европейские модели
Автомобили имеют двигатель мощностью 295 л. с. (217 кВт) при 6500 об/мин и 366 Н·м (270 фунтов·футов) при 3500 об/мин.
- GSR — 5-ступенчатая МКПП или роботизированная 6-ступенчатая трансмиссия с двумя сцеплениями TC-SST (GSR TC-SST).
- MR TC-SST —  включает роботизированную  6-ступенчатую трансмиссию TC-SST, подвеску с пружинами Eibach и стойками Bilstein, 18-дюймовые кованые легкосплавные колёсные диски BBS, ксеноновые фары высокой интенсивности (HID), многопользовательскую систему связи Mitsubishi MMCS.

### Австралийские и новозеландские модели
Автомобили имеют двигатель мощностью 291 л. с. (217 кВт) при 6500 об/мин и 366 Н·м (270 фунтов·футов) при 3500 об/мин.
Комплектации:
- GSR — включает 5-ступенчатую МКПП или роботизированную 6-ступенчатую трансмиссию TC-SST.
- MR — включает роботизированную  6-ступенчатую трансмиссию TC-SST, подвеску с пружинами Eibach и стойками Bilstein, 18-дюймовые кованые легкосплавные колёсные диски BBS, 2-составные передние тормозные диски, алюминиевое заднее антикрыло, авторегулируемые ксеноновые фары высокой интенсивности (HID), многопользовательскую систему связи Mitsubishi MMCS, кожаную комбинированную отделку сидений, передние сиденья с подогревом.
- Bathurst Edition — модернизированная/адаптированная версия Evolution X с увеличенной до 331 л.с. (247 кВт) мощностью (с 217 кВт) и увеличенным до 436 Н·м (с 366 Н·м) крутящим моментом. Автомобиль в версии TMR (Team Mitsubishi Ralliart) Bathurst Edition — самый мощный дорожный Lancer Evolution X, предлагаемый в Австралии. Bathurst Edition доступен со стандартной 5-ступенчатой МКПП или с роботизированной автоматической трансмиссией TC-SST с двумя сцеплениями. Комплектация была выпущена ограниченным тиражом всего в 500 экземпляров.

### Южноазиатские модели

#### Филиппинские модели
Филиппины получили свой Evolution X в ноябре 2008 года, он собирается полностью в США. Внутренняя отделка и спецификации почти те же, за исключением модели MR Touring для американского рынка.
- GSR — 5-ступенчатая механическая коробка передач и те же спецификации с GSR для американского рынка с длинным спойлером.
- MR — 6-ступенчатая коробка передач TC-SST и те же спецификации с MR для американского рынка, за исключением технологического пакета.

#### Малайзийские модели
В Малайзии Lancer Evolution X доступен только с 6-ступенчатой трансмиссией SST с двойным сцеплением. Передние номерные знаки выровнены по центру облицовки. В 2009 году Королевская полиция Малайзии приобрела парк из Lancer Evolution X для использования в высокоскоростных преследованиях.

## Evolution XI
В первом квартале 2010 года Mitsubishi объявил о перестройке Evolution X — Evolution XI, который планировалось выпустить в 2015 году. Evolution XI был основан на той же платформе, что и гибридный концепт Mitsubishi PX-MiEV. В Evolution XI должна была быть применена последняя гибридная технология Mitsubishi — турбокомпрессоры заменены электромоторами, представляющими собой модернизированную версию 63-сильного агрегата, используемого в переднеприводном i-MiEV. При этом мощность двигателя MIVEC 2.0L передавались на задние колёса, которые были приспособлены к преобразованию около 320 л. с., обладая электрической силой и мощностью двигателя. Согласно эскизам, Lancer Evolution XI должен был предлагаться в версиях седан и хетчбэк.
Но вскоре от производства данной модели автомобиля Mitsubishi Lancer Evolution компания отказалась в связи с финансовыми проблемами. Также было отмечено, что Mitsubishi собирается переориентировать свои усилия на кроссоверы и электромобили. 

## Автоспорт
Lancer Evolution уникален среди своих соперников по Чемпионату мира по ралли, поскольку с сезона 1997 года вплоть до Ралли Сан-Ремо 2001 года он представлял собой омологированный автомобиль Группы A, слегка модифицированный для соперничества с автомобилями класса WRC. Он добивался успеха в ралли WRC в 1996—1999 годах благодаря финну Томми Мякинену, становившемуся Чемпионом мира среди пилотов в 1996—1999 годах, и его товарищу по команде Ричарду Бёрнсу, который помог в первый и пока единственный раз стать Чемпионом мира среди производителей в 1998 году. Несмотря на это, в конце 2001 года Evolution был заменен первым заводским автомобилем WRC, названным просто Lancer Evolution WRC, которым пилотировали заводские гонщики Мякинен, Фредди Лойкс, Алистер МакРэй и Франсуа Делекур, пока Mitsubishi не взял годичный отпуск в Чемпионате в конце 2002 года. Он был заменен на Ралли Монте-Карло 2004 года моделью Lancer WRC04. Mitsubishi покинул Чемпионат мира по ралли после сезона 2005 года с Lancer WRC05, пилотируемым в последующие годы частными гонщиками, включая бывшего заводского пилота итальянца Джиджи Галли и шведа Дэниела Карлссона. Тем не менее, Lancer Evolution до сих пор участвует в категории Группы N.
На некоторых европейских рынках Evolution продавался под именем Mitsubishi Carisma Evolution, поэтому в конце 1990-х второй автомобиль заводской команды WRC, пилотируемый в основном Бёрнсом и позже Лойксом, выступал как Carisma GT. Малайзийский Proton Motors использовал автомобили Evolution III, Evolution V (наиболее известен как Proton 1784, с которым малайзийский гонщик Карамжит Сингх выиграл в 2002 году Чемпионат WRC среди серийных автомобилей) и Evolution VII как Proton Pert в различных раллийных сериях Азиато-Тихоокеанского Чемпионата по ралли.
Mitsubishi Lancer Evolution выиграл Чемпионат австралийских производителей 2009 года с тремя моделями Evolution X. 

## Награды
В июне 2006 года Mitsubishi Lancer Evolution получил на ConsumerSearch звание «Лучшего агрессивного спортивного седана» среди «Лучших спортивных седанов». В течение 2004—2005 годов он завоевал шесть крупных наград, будучи объявлен «Спортивным автомобилем года» в Шотландии и Франции, «Спортивным автомобилем Playboy 2004» в Польше, «Лучшим новым серийным автомобилем стоимостью до €60,000» в Греции, «Спортивным малолитражным автомобилем года» в 2004 и 2005 годах (журнал Sport Compact Car), победителем «Все звёзды 2005» (журнал Automobile) в США и лучшим «Окупившимся с лихвой» в журнале Motor в Австралии. Lancer Evolution X был назван канадским телешоу Motoring 2009 «Лучшим автомобилем спортивного типа стоимостью до $50,000» и получил награду Канадской Ассоциации автомобильных журналистов «Лучшая новая технология» 2009 года. Кроме того, он был номинирован в лучшей 10-ке «Мировой автомобиль спортивного типа года», получил Премию За Автомобильное Совершенство 2008 года в категории «Прогулочный автомобиль», и награду Dave TV «Спортивный автомобиль года» в 2008 году. 